# Жупанија Арђеш
Арђеш (рум. Judeţul Argeş) је жупанија у Румунији, у њеном средишњем делу. Управно средиште жупаније је град Питешти, а битни градови су и Куртеа де Арђеш и Кампулунг, средишта средњовековне Влашке. Друга битна насеља су Миовени и Костешти.

## Положај
Жупанија Арђеш је унутардржавна жупанија у Румунији. Са других стана окружују је следеће жупаније:
- ка северу: Брашов
- ка истоку: Дамбовица
- ка југу: Телеорман
- ка југозападу: Олт
- ка западу: Валча
- ка северозападу: Сибињ

## Природни услови
Жупанија Арђеш је у Влашкој и то у њеној ужој покрајини Мунтенији. Жупанија обухвата горњи ток истоимене реке Арђеш (по којој је жупанија и добила име). Жупанија у северној трећини има потпуно планински карактер (Карпати), у средишњем делу је богато и густо насељено подгорје, да би на југу жупанија прешла у Влашку низију.

## Становништво
| 1948.   | 1956.   | 1966.   | 1977.   | 1992.   | 2002.   | 2011.   | 2021.   |
| ------- | ------- | ------- | ------- | ------- | ------- | ------- | ------- |
| 448.964 | 483.741 | 529.833 | 631.918 | 681.206 | 652.625 | 612.431 | 569.932 |

Према попису из 2021. године, жупанија Арђеш је имао 569.932 становника што је за 42.499 мање (-6,94%) у односу на 2011. када је на попису било 612.431 становника. По броју становника је 9. највећа жупанија Румуније (10. рачунајући и Букурешт).
Већину становништва у жупанији чине Румуни (87,28%), а од мањина највише има Рома (2,99%).
| Етнички састав према попису из 2021.‍ | Етнички састав према попису из 2021.‍ | Етнички састав према попису из 2021.‍ | Етнички састав према попису из 2021.‍ | Етнички састав према попису из 2021.‍ |
| ------------------------------------ | ------------------------------------ | ------------------------------------ | ------------------------------------ | ------------------------------------ |
|                                      |                                      |                                      |                                      |                                      |
| Румуни                               | Румуни                               |                                      | 497.410                              | 87,28%                               |
| Роми                                 | Роми                                 |                                      | 17.056                               | 2,99%                                |
| Мађари                               | Мађари                               |                                      | 102                                  | 0,02%                                |
| Остали                               | Остали                               |                                      | 550                                  | 0,10%                                |
| Непознато                            | Непознато                            |                                      | 54.814                               | 9,62%                                |